# 拉季基夫卡 (庫皮揚斯克區)
49°44′58″N 37°35′21″E / 49.74944°N 37.58917°E
拉季基夫卡（烏克蘭語：Радьківка）是位於烏克蘭東部的村莊，由哈爾科夫州庫皮揚斯克區的金德拉希夫卡市鎮負責管轄。該村始建於1810年，面積0.13平方公里，海拔高度130米，2001年人口39，人口密度每平方公里295.5人。